# سونی اریکسون اکس‌پریا نئو
سونی اریکسون ایکس‌پریا نئو (به انگلیسی: Sony Ericsson Xperia Neo)، یک‌نمونه از گوشی‌های تلفن همراه هوشمند سری ایکس‌پریای شرکت سونی اریکسون می‌باشد که توسط همین شرکت به بازار عرضه شده‌است. 